# Bürgertum

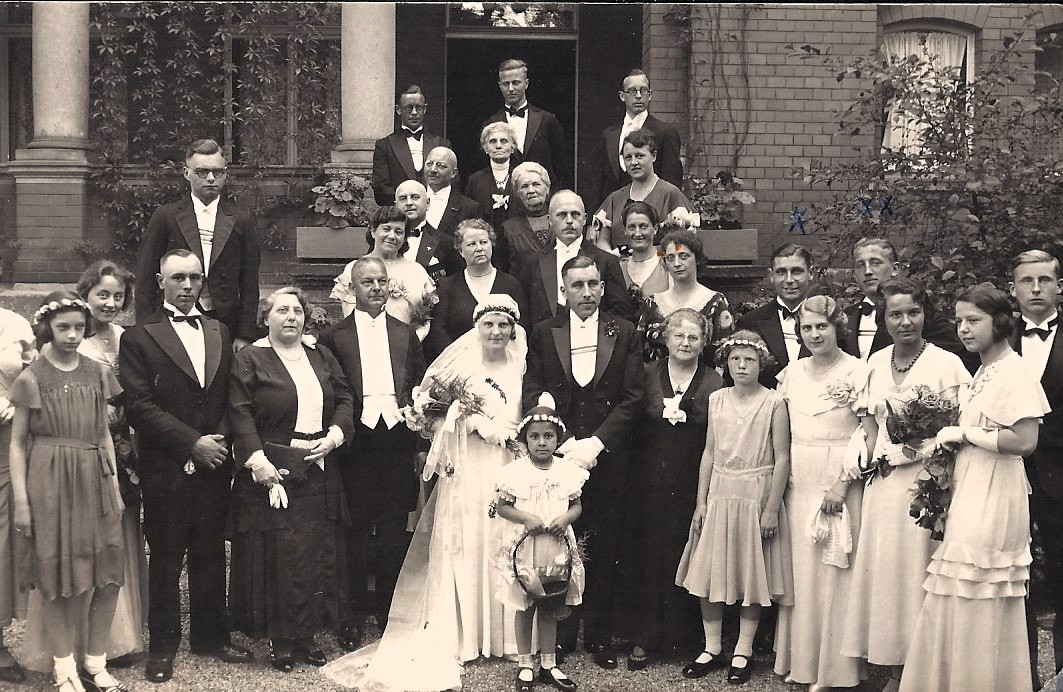
Bürgerliche Hochzeit (1933)

Unter Bürgertum versteht man eine historisch unterscheidbare Form der Vergesellschaftung von Mittelschichten, sofern diese aufgrund besonderer, mehr oder minder gemeinsamer Interessen ähnliche handlungsleitende Wertorientierungen und soziale Ordnungsvorstellungen ausbilden und damit auch die politische Stabilität eines Landes beeinflussen.

## Begriff
Das Wort Bürgertum (Bürger) (im Sinn der Bezeichnung für eine Bevölkerungsgruppe) geht auf das mittellateinischen burgus zurück, einer von Stadtmauern geschützten (geborgenen) Ansiedlung, die mit besonderen Privilegien, u. a. dem Marktrecht ausgestattet ist. Kaufleute und Handwerker bilden den prägenden Anteil dieser Ansiedlungsbevölkerung. Diese Bevölkerungsgruppe unterlag im Lauf der Geschichte einem starken sozialgeschichtlichen Wandel und hat dabei deutlich diverse Unterformen ausgeprägt.
Der Begriff des Bürgertums hat aufgrund dieser Diversität in Zusammensetzung, Abgrenzung und unterschiedlicher geschichtlicher Entwicklungen unterschiedliche Bedeutungszuschreibungen. Es gibt also nicht das eine Bürgertum, das unter diesem Begriff als einziges verstanden wird. Es ist hierbei immer auf verschiedene zeitliche und örtliche Gegebenheiten zu achten. 
Das Bürgertum kann deshalb aufgrund seiner Heterogenität von der Forschung nur schwer einheitlich definiert werden. Es gibt jedoch gewisse Charakteristika die annäherungsweise zur Definition herangezogen werden. So etwa der Erwerb beziehungsweise die Wahrung von Besitz von Rechten, von materiellen Gütern und der von Bildung, Diesem materiellen und immateriellen Besitz wird kennzeichnende Bedeutung beigemessen, wenn es darum geht, zu beschreiben, was unter Bürgertum zu verstehen ist (entweder als Fremd- oder Eigenzuschreibung).
Ein Beispiel für eine andere Definition des Begriffs Bürgertum stellt dessen Verwendung im Rahmen der Politischen Ökonomie des Marxismus dar. Innerhalb der Theorie der Gesellschaftsformation des Kapitalismus üben gewisse Gesellschaftsgruppen Verfügungsgewalt über die gesellschaftlichen Produktionsmittel aus. Als Bezeichnung für diese Gesellschaftsgruppe ist der Begriff Bourgeoisie (d. h. Besitzbürgertum) üblich. Dieser ist hier dann auch eher negativ konnotiert.

## Zur Soziologie des Bürgertums

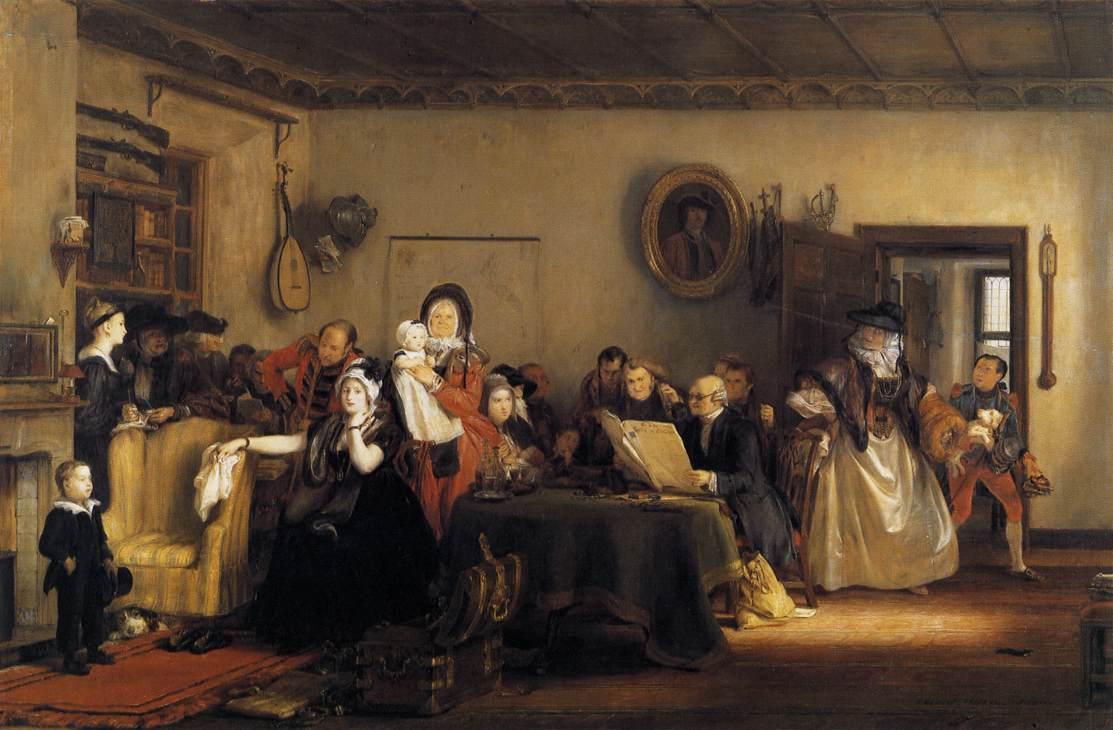
Die Testamentseröffnung (David Wilkie, 1820)

In der Soziologie wird geschichtlich das Bürgertum gegenüber dem Adel und dem Klerus sowie gegenüber den Bauern und den Arbeitern als gesellschaftliche Schicht abgegrenzt. Es umfasst in sich oft heterogene Sozialgruppen, die sich entweder durch formale Berufsvorbereitung (Bildung bzw. Ausbildung) oder durch wirtschaftliche Selbständigkeit auszeichnen und dadurch im Lauf der Geschichte bestimmte politische Vorrechte (wie Selbstverwaltung) sowie Chancen zur Kontrolle sozialer Machtmittel erlangten.
„Bürgertum“ ist die zusammenfassende Bezeichnung für eine vielschichtig strukturierte, im Einzelnen nur schwer abgrenzbare Gesellschaftsschicht zwischen den traditionellen Oberschichten (Hochadel, Adel und Patriziat sowie dem oft aus ihnen hervorgegangenen hohen Klerus) und den historischen Unterschichtsgruppen des Bauernstandes und der Arbeiterschaft. Sie setzt sich im Wesentlichen zusammen aus den Teilschichten des Großbürgertums (darunter vor allem den größeren Kaufleuten), des Bildungsbürgertums (darunter vor allem Pastoren, Universitätsprofessoren und höheren Beamten) sowie des Kleinbürgertums (der unteren Mittelschicht, darunter kleinen Kaufleuten, einfachen, mittleren und gehobenen Beamten einschließlich Lehrern, leitenden Angestellten sowie selbständigen Handwerkern).
Seit der industriellen Revolution wird das Bürgertum meist der Mittelschicht zugeordnet, während man unter dem Mittelstand die Berufsgruppe der Fabrikanten (kleine und mittlere Unternehmen) versteht, die oft über ein überdurchschnittliches Einkommen und Vermögen verfügt und historisch häufig aus dem Handwerkerstand hervorging. Da das Bürgertum aus heterogenen Schichten besteht, war der Prozess der Vergesellschaftung, einschließlich der Herausbildung einer Gruppenidentität, problematischer als bei homogeneren sozialen Kategorien (wie Adel oder Proletariat). (Zur Frage der Entwicklung eines Klassenbewusstseins bzw. der „Klasse an sich“ und „Klasse für sich“ vgl.: Das Elend der Philosophie von Karl Marx, 1847). Strikt genommen ist die Tatsache, dass in einer bestimmten Gesellschaft eine Mittelschicht existiert, noch nicht ausreichend, um auf die soziale und kulturelle Existenz eines Bürgertums schließen zu können. Voraussetzung ist beim Bürgertum eine hinreichend ausdifferenzierte Sozialstruktur der Gesellschaft; außerdem müssen sich dort auf seine Interessenlage abgestimmte Ordnungsvorstellungen durchgesetzt haben – z. B.: Wirtschaftsliberalismus für das Besitzbürgertum (Großbürgertum und Bourgeoisie) – oder Aufklärung, Bildung und Freiheit der persönlichen Lebensführung, der Kunst und der Wissenschaft beim Bildungsbürgertum.

## Entstehung und Wandel des Bürgertums

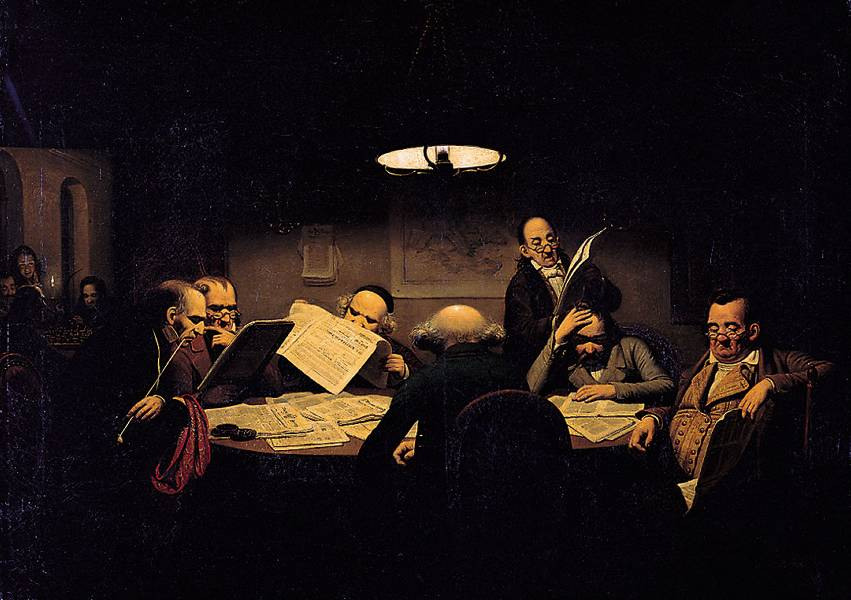
Das Lesekabinett (Johann Peter Hasenclever, 1843)

In der Zeit des abendländischen Feudalismus erkämpfte sich das Bürgertum in Abgrenzung zu Königtum, Kirchenfürsten, Adel und Bauern seine bürgerlichen Freiheiten. Der Prozess begann am Ende des Mittelalters und hielt in Teilen des östlichen Europas bis ins 19. Jahrhundert an. Die konfliktären Vorgänge hierzu werden als Frühbürgerliche Revolutionen und später als Bürgerliche Revolutionen bezeichnet. Im deutschen Kulturraum vollzog sich dieser Etablierungsprozess zunächst in den reichsunmittelbaren Städten (Reichsstädten), wie auch in den Hansestädten, gestützt auf kaufmännische Gilden (die zumeist von der seit dem Hochmittelalter entstehenden Oberschicht des kaufmännischen Patriziats beherrscht wurden) und handwerklichen Zünften, die untereinander schon früh um die Macht in den städtischen Ratsorganen konkurrierten. Die im Zeitalter der Aufklärung formulierten und u. a. in der Französischen Revolution von den Bürgern erkämpften Bürgerrechte gelten heute als Menschenrechte.
Eine erste moderne Definition zu den rechtlichen Bestimmungen des Bürgerstandes stammt aus dem Jahre 1794 und findet sich im Allgemeinen Landrecht für die Preußischen Staaten (ALR) Zweyter Theil. Achter Titel. Erster Abschnitt. Vom Bürgerstande überhaupt:
§ 1. Der Bürgerstand begreift alle Einwohner des Staats unter sich, welche, ihrer Geburt nach, weder zum Adel, noch zum Bauernstande gerechnet werden können, und auch nachher keinem dieser Stände einverleibt sind.
§ 2. Ein Bürger im eigentlichen Verstande wird derjenige genannt, welcher in einer Stadt seinen Wohnsitz aufgeschlagen, und daselbst das Bürgerrecht gewonnen hat.
§ 3. Personen des Bürgerstandes in und außer den Städten, welche durch ihre Ämter, Würden, oder besondere Privilegien, von der Gerichtsbarkeit ihres Wohnortes befreyt sind, werden Eximierte genannt. […]
§ 5. Einwohner der Städte, welche weder eigentliche Bürger, noch Eximierte sind, heißen Schutzverwandte.
§ 6. Bürger und Schutzverwandte der Stadt werden nach den Statuten ihres Wohnorts, Eximierte hingegen nach den Provinzialgesetzen, und in deren Ermangelung, nach dem allgemeinen Gesetzbuche beurtheilt.
Bürgerrecht war also ein ständisches Recht. Es wurde durch Geburt erworben oder an solche Bewerber verliehen, die es beantragten und wichtige Bedingungen erfüllen mussten. Waren sie leistungsfähig und verfügten sie über Vermögen, waren sie willkommen. Das Allgemeine Landrecht verweist mit dieser Definition bereits auf drei Grundarten des Bürgerbegriffs: Stadtbürger (Handwerksmeister, wohlhabende Kaufleute, Ladenbesitzer, Gastwirte – insgesamt auch als Kleinbürger bezeichnet), Bildungsbürger im Staatsdienst (Eximierte) und Wirtschaftsbürger oder Bourgeois (ebenfalls Eximierte).
Im Laufe des 19. Jahrhunderts erweiterte sich dann der „Bürger“-Begriff, immer stärker wurde auch nach der Stellung im Beruf gefragt. Durch den Prozess der Verbürgerlichung können immer wieder neue Schichten in das Bürgertum hineingezogen werden (bspw. höhere Angestellte). Ausschlag hierfür ist das Ausmaß, inwieweit diese Schichten Selbständigkeit und Zugang zu gesellschaftlichen Machtmitteln gewinnen (Autonomie und Autokephalie laut Max Weber).

## Bürgerlichkeit als soziale und kulturelle Erscheinung
Die Idee der bürgerlichen Gesellschaft wurde in der Epoche der Aufklärung entwickelt, fand aber bereits erste günstige Entwicklungsbedingungen in der „okzidentalen Stadt“ (laut Max Weber). Sie wurde zunächst als Stand (in der Französischen Revolution von 1789 als der gesamtgesellschaftlich ausschlaggebende „Dritte Stand“), dann im Marxismus als Klasse („Bourgeoisie“), zuletzt als stilbestimmendes Milieu aufgefasst, das in der Gegenwart zumindest inselhaft fortlebt und wirkt.
Eine weltgeschichtlich einzigartige Rolle spielte das Bürgertum bei der Transformation des Feudalismus und des Absolutismus in Wirtschaft und Gesellschaft durch seine Ideen von Demokratie (Volkssouveränität), Menschenrechten, Rechtsstaat und Liberalismus. Im Bereich der Dichtung und des Theaters emanzipierte es sich, indem es das bürgerliche Trauerspiel als Genre durchsetzte. In seiner 1962 erschienenen Habilitationsschrift Strukturwandel der Öffentlichkeit beschreibt der Philosoph und Soziologe Jürgen Habermas das Bürgertum als eine gesellschaftliche Formation, die eine neue Form der Öffentlichkeit, ein neues Verhältnis zwischen Staat und Gesellschaft und so schließlich die Entstehung der modernen Massengesellschaft herbeiführte.
Das Bürgertum prägte in der Zeit des Frühkapitalismus die „bürgerliche Weltanschauung“ aus, die eng mit den „bürgerlichen Tugenden“ Leistung, Fleiß und Sparsamkeit verbunden ist. Dabei formten die bürgerlichen Intellektuellen sich zu einem entweder staatlich alimentierten oder freiberuflichen Bildungsbürgertum, das teilweise auch Kritik an den vorherrschenden bürgerlichen Vorstellungen und Ideen zu formulieren vermochte.
Das bereits seit der Mitte des 18. Jahrhunderts breiter werdende deutsche Bürgertum, das mit der Industriellen Revolution an Wohlstand und Einfluss gewann, wurde in der repressiven Zeit des Vormärz politisch bewusst und dann auch aktiv, wobei der Liberalismus – wie in den Nachbarländern – seinen Interessen in natürlicher Weise entsprach. Die von ihm initiierte 1848er Revolution scheiterte aber dann unter anderem an der Uneinigkeit des deutschen Bürgertums, das trotz seiner grundsätzlich liberalen Zielrichtung sich in zahlreiche politisch rivalisierende Einzelbewegungen aufsplitterte, die jeweils andere Akzente in den Vordergrund rückten: von Nationalkonservativen über Klerikalkatholische, Nationalliberale, Freisinnige bis hin zu Linksliberalen. Wesentliche Triebfeder hierfür waren nicht in erster Linie – wie vom Marxismus betont – ökonomische Interessengegensätze, sondern vor allem ein dem Bildungsbürgertum immanenter geistiger Habitus, der stets mittels Selbstkritik nach Selbsterkenntnis strebte – nach heutigen Begriffen „Selbstoptimierung“ –, was aber zugleich immer wieder die Herausbildung einer dauerhaften Gruppenidentität konterkarierte.

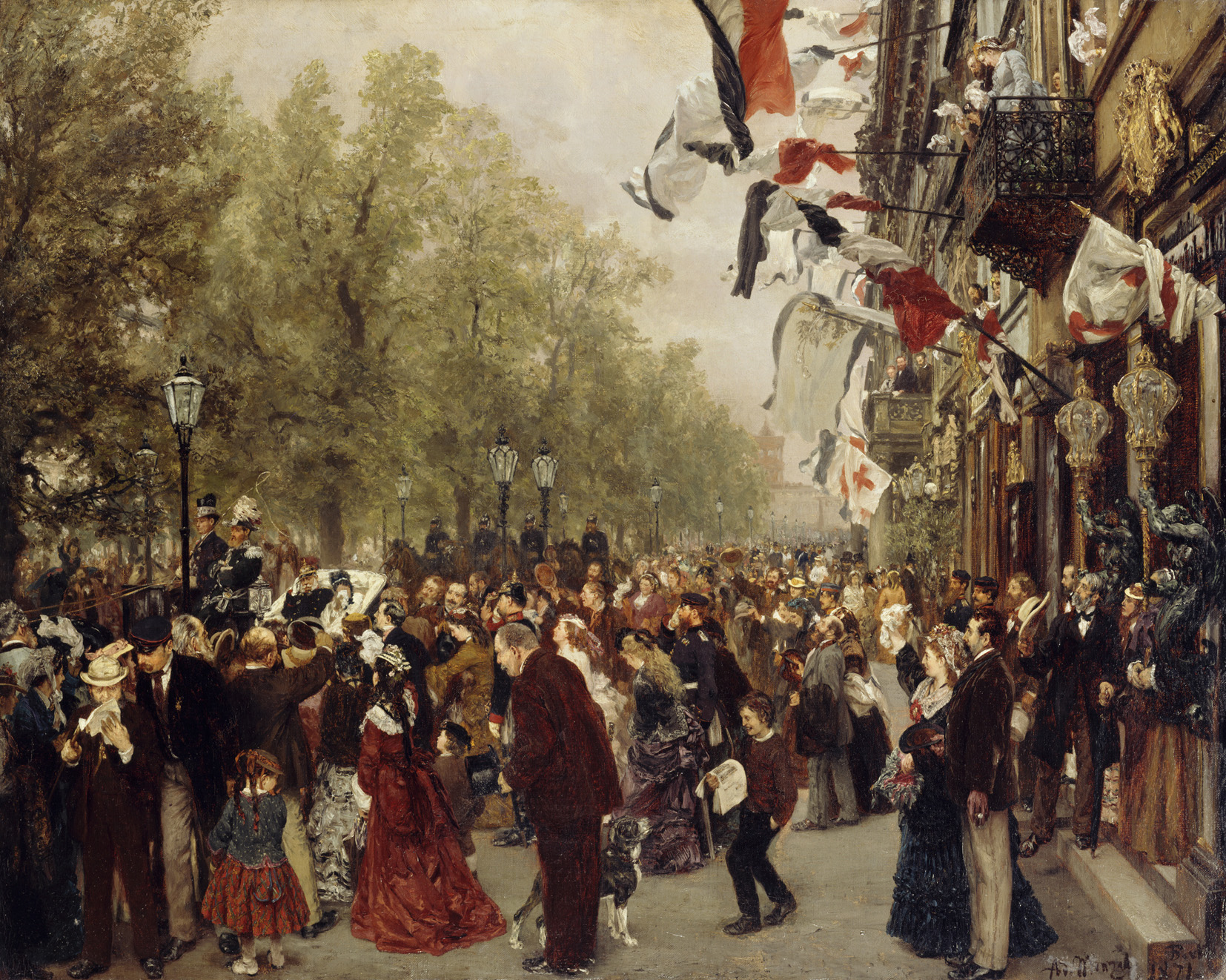
Die Promenade Unter den Linden als Treffpunkt des Berliner Bürgertums, dargestellt in Adolph Menzels Gemälde Abreise König Wilhelms I. zur Armee am 31. Juli 1870

Nach dem Scheitern der 48er-Revolution zog das Bürgertum sich aus der Politik zunächst weitgehend zurück und kehrte erst in den 1860er Jahren in das öffentliche Leben zurück. Der sich daraus ergebende Unterschied in der innenpolitischen Entwicklung Deutschlands und z. B. Frankreichs (und das Verharren Russlands – wo es ein gebildetes Bürgertum kaum gab – im Absolutismus andererseits) wird oftmals als Ursache für die Logik eines „deutschen Sonderweges“ – zum Beispiel von Hans-Ulrich Wehler – gesehen, und auch zu den ideologischen Faktoren für den Ersten Weltkrieg gezählt.
Signifikant ist die Unterscheidung zwischen den französischen Begriffen Citoyen (etwa: Staatsbürger, Bildungsbürger) und Bourgeois (etwa: Besitzbürger, Herrschaftsbürger). Der gebildete Citoyen denkt im Gegensatz zum typischen Besitzbürger nicht nur an sich selbst und das Geld, wobei ein überdurchschnittliches Einkommen bzw. Vermögen in diesen Kreisen meist vorausgesetzt wird. Als Kapital wird in diesen Kreisen das Vorhandensein von Wissen, Beziehungen und Verbindungen verstanden, was sie als das ursprünglichere und bedeutendere Kapitalvermögen begreifen als das Geldkapital.
Während die kommunistische Kritik einerseits die Bourgeoisie als Klassenfeind der Arbeiter definierte und dabei „Kleinbürger“ als zwischen den Klassenfronten politisch hin und her schwanken sah, wurde der Begriff des Bürgers noch in anderen Zusammenhängen negativ besetzt, wie die Ausdrücke „Verbürgerlichung“ oder „verbürgerlichtes Christentum“ deutlich machen. Gleiches gilt für den von Studenten und der Jugendbewegung übernommenen Begriff des „Spießbürgers“, ein aus dem Jargon der Ritterheere stammendes Schimpfwort. In den Niedergang des (z. B. „viktorianischen“ oder „wilhelminischen“) Bürgertums im späten 19. Jahrhundert gehört bereits das sich – teils vom Adel her – verbreitende Ideal, dass die Frau nur noch Repräsentationspflichten besitze und den Haushalt allenfalls noch beaufsichtigte. Für die Hausarbeit gab es Personal. So hatte die bürgerliche Frau Zeit, dem Geld verdienenden Mann die bürgerlichen Bildungsanstrengungen abzunehmen, die Geselligkeit in den jeweiligen Verkehrskreisen zu organisieren, ggf. auch wohltätig zu sein.
Mit Blick auf den gesellschaftlichen Wandel wird schon seit der Mitte des 20. Jahrhunderts die Ansicht vertreten, dass das Bürgertum als beispielgebender Lebensstil insgesamt zu Ende gegangen sei. Insbesondere in Deutschland führten soziale Umbrüche durch die beiden Weltkriege, durch Diktaturen und Währungsreformen, durch die Judenverfolgung im Dritten Reich und die antibürgerliche Ideologie des Kommunismus in der DDR, zur wiederholten Umwälzung der gesellschaftlichen Verhältnisse, zum Abstieg oder zur Vertreibung alter und zum Aufstieg neuer Eliten, oft aus bildungsfernen Ursprüngen (Kleinbürger, Handwerker, Lohnarbeiter), und schließlich zum Entstehen neuer gesellschaftlicher Strukturen, die mit Schlagworten wie „Nivellierte Mittelstandsgesellschaft“ oder „Zwei-Drittel-Gesellschaft“ charakterisiert werden. Hervorgegangen sei eine „nachbürgerliche“ Gesellschaft von Angestellten, Beamten und anderen Gruppierungen, die im Wesentlichen in einer breiten neuen Mittelschicht verschmolzen seien und sich ungeachtet ihrer Wurzeln im Bürgertum im Stil nicht vom allgemeinen Stil der Industriegesellschaft unterschieden. Dies schließt nicht aus, dass tradierte bürgerliche Lebensstile immer noch vorkommen, meist als Familienstile. Im politischen Bereich werden heute vor allem konservative, christdemokratische und liberale Parteien der politischen Mitte sowie des mitte-rechts-Spektrums häufig als „bürgerliche Parteien“ bezeichnet.
Globalisierung und Digitalisierung führen im 21. Jahrhundert zu neuen gesellschaftlichen Umwälzungen: Nach David Goodhart stehen heute zunehmend den Anywheres die Somewheres gegenüber: Neue, digital kompetente, beruflich erfolgreiche, gesellschaftlich progressiv gesinnte (im fließenden Übergang liberale, linksliberale oder grüne) Eliten, „Weltbürger“ (allerdings fokussiert auf digitale Trends und ohne die umfassende Bildung des humboldtschen Bildungsideals), deren Arbeits- und Kommunikationsfeld die ganze Welt ist, steigen auf, während beruflich, sozial oder regional „Abgehängte“ im Abstieg begriffen oder von Abstiegsängsten erfüllt seien und daher angewiesen auf vertraute Umgebungen, traditionelle Lebensweisen und einen funktionierenden Nationalstaat mit Sozial- und Sicherheitsleistungen. Zugleich werde „das oft national kodierte hochkulturelle Bildungswissen in der global verflüssigten, digital vernetzten Aufmerksamkeitsökonomie radikal entwertet“, was – nach Cornelia Koppetsch – zu „neuen Ressentimentgemeinschaften“ führen kann, zwischen materiell Deklassierten und „altmodischen Gebildeten“, die kulturelle Verlusterfahrungen machen.

## Siehe auch

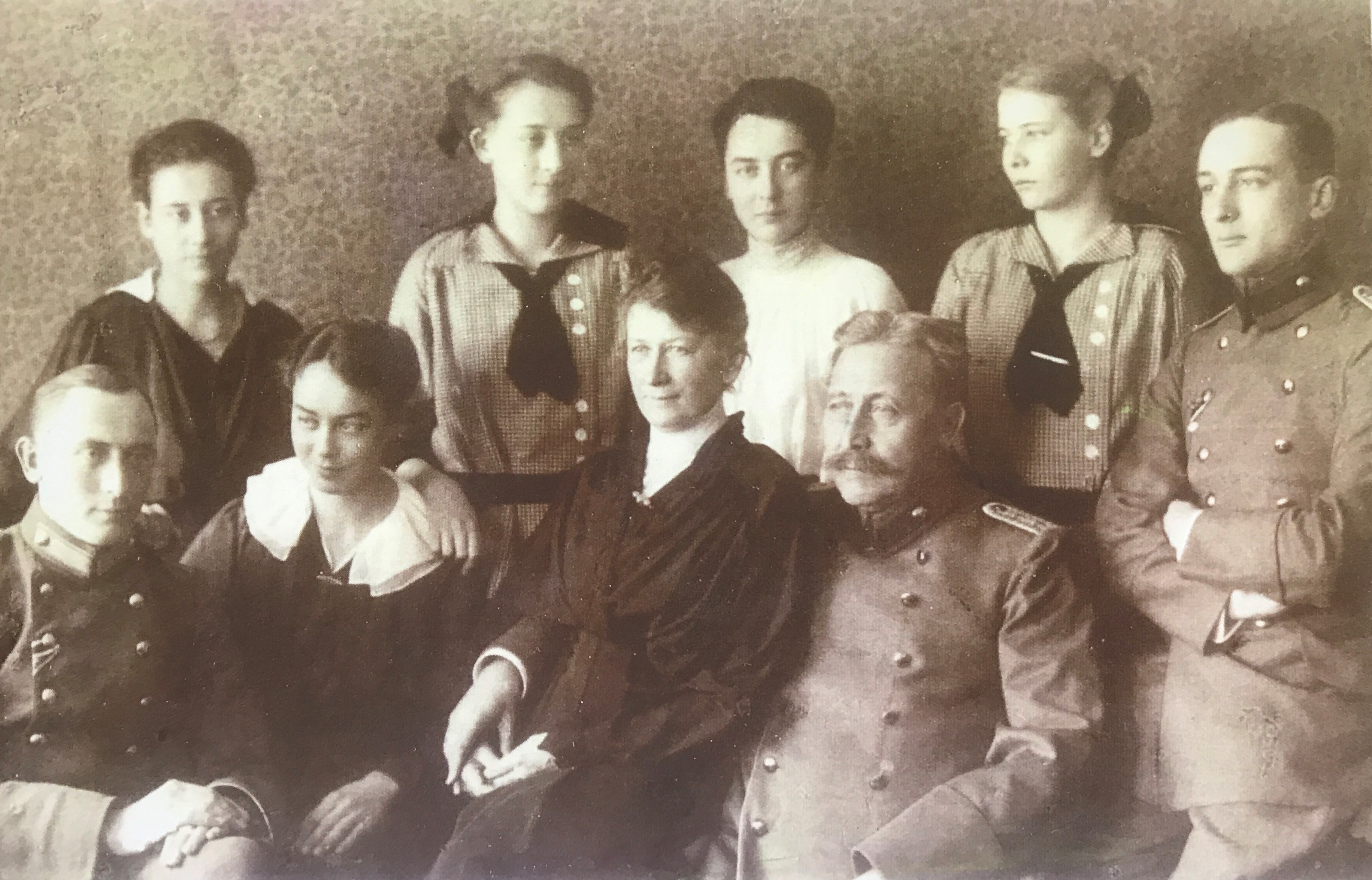
Gustav Jungs Familie (1918)

## Feudalisierung
Gegen Ende des 19. Jahrhunderts kam es im kaiserlichen Deutschland ausgehend von Teilen des Großbürgertums, dann auch in Teilen des Mittel- und Kleinbürgertums, zu einer sogenannten „Feudalisierung“, d. h. zu dem Streben Teil der Adels-Klasse zu werden, welche zur Kontinuität des deutschen Nationalstaates von 1871 bis 1945 beitrug. Die Feudalisierung umfasste Annahme des Adelstitels, Eheschließung mit Adligen, Annahme des Kommerzienratstitels und von Orden, Ernennung zum Herrenhausmitglied, Ankauf von Landgütern und Verwandlung zum Rittergutsbesitzer. In ideeller Hinsicht umfasste sie die Anerkennung des autoritären Obrigkeitsstaates, des Herr-im-Hause-Standpunktes, des Militarismus und die schroffe Ablehnung von Demokratie, Sozialdemokraten und Gewerkschaften. Die Verehrung für Preußen und seine Armee wuchs, der Junker- und Offiziersdünkel wurde zum Vorbild, die Übernahme der Denkart des Junkers und der Kaserne manifestierte sich in der Gestalt des Reserveoffiziers. Am häufigsten sprachen auch die Zeitgenossen bei der Erwähnung dieser Phänomene, von den Schwerindustriellen, am wenigsten bei Leicht- und Fertigindustrie, Handel und Bankgewerbe. Tsutomu Kitani erklärt die Feudalisierung damit, dass durch Bismarcks Revolution von oben die Junker ihre führende Rolle im Staat behielten und sich das Großbürgertum politisch mit der zweiten Stelle abfand, jedoch durch Akkumulation und Konzentration von Kapitalien zu einer Oligarchie mit großen wirtschaftlichen und sozialen Einfluss aufstieg. Die unbegrenzte Macht des Obrigkeitsstaates schien ihnen ihre privilegierte Stellung besser zu schützen als der parlamentarische Liberalismus, vor allem in Hinblick auf den drohenden Aufstieg des Sozialismus. Marxisten sprechen von einem Klassenkompromiss zwischen Bourgeoisie und Adel.